# Anna Tumadóttir
Anna Tumadóttir es la directora ejecutiva de Creative Commons desde abril de 2024.

## Biografía
Anna se crio en varios países, incluidos Islandia, Escocia y Malaui. Estudió en Noruega y luego continuó sus estudios en Estados Unidos y Sudáfrica.
Inició su carrera profesional trabajando para start-ups de marketing, especializándose durante una década en el área de operaciones. Se unió a Creative Commons en 2019 como Directora de Producto. Luego, en 2021, fue ascendida a directora de operaciones. En enero de 2024, Catherine Stihler, directora ejecutiva de Creative Commons en ese momento, dejó su cargo y Tumadóttir asumió un puesto como director ejecutivo interino. El 10 de abril de 2024 la Junta Directiva de Creative Commons la nombró directora ejecutiva de la nueva organización.